# Opération Anorí
Conflit armé colombien
Batailles
Années 1970

Anorí
Années 1980

Palais de justice
Années 1990
- Casa Verde
- Girasoles
- Las Delicias
- Quebrada El Billar
- Miraflores
- Mitú

Années 2000
- Berlín
- Reprise de la zone démilitarisée
- Alcatraz
- Jaque
- Fénix
- Dinastía

Années 2010
- Camaleón
- Sodoma
- Némésis
- Odiseo
- Combats de 2013 (processus de paix)

L'opération Anorí est une opération menée par l'armée colombienne contre l'ELN entre juin et octobre 1973, dans la municipalité d'Anorí (Antioquia). Bien que ces quelques mois soient connus sous le terme d'opération Anorí, ils viennent en fait conclure une série de combats entre l'ELN et l'armée qui avaient duré depuis le début de l'année 1973. L'opération militaire se solde par la mort de 33 guérilleros (dont Manuel et Antonio Vasquéz Castaño, membres de la fratrie fondatrice de l'ELN, tués le 18 octobre 1973 près du río Porce) et la capture de 30 autres, Cette opération est menée par l'armée colombienne avec une importante participation de la marine militaire, qui apporte soutien et ravitaillement aux combattants à terre tout en empêchant les guérilleros de fuir par voie fluviale.